# سيباستيان نواك
سيباستيان نواك (بالبولندية: Sebastian Nowak) (13 يناير 1982 بيزتشمبية ازدرويي في بولندا - ) هو لاعب كرة قدم بولندي في مركز حراسة المرمى. لعب مع رتش شوروزو وغورنيك زابجه ونيتشيتشا وGKS Jastrzębie ‏.

## وصلات خارجية
- سيباستيان نواك على موقع قاعدة بيانات كرة القدم.إي يو (الإنجليزية)